# Lou Andreas-Salomé
Lou Andreas-Salomé (Sankt Peterburg, 12. veljače 1861. — Göttingen, 5. siječnja 1937.) bila je rusko - njemačka psihoanalitičarka, filozofkinja, intelektualka. Bila je u prijateljstvu s mnogim poznatim osobama kao što su: Friedrich Nietzsche, Rainer Maria Rilke i Sigmund Freud.
Rođena je kao Louise (Luíza) u Sankt Peterburgu kao kći generala njemačkoga porijekla u službi ruskoga cara Aleksandra II., i majke koja je bila Dankinja. Mala "Lou", kako su je zvali imala je bolje obrazovanje nego ono koje je uglavnom bilo rezervirano za žene njenoga vremena. 
Lou Salomé bila je fascinacija za najveće mislioce muškoga spola njenog vremena iako nije pripala nijednome od njih. U 21. godini srela je Friedricha Nietzschea koji je tada imao 38 i koji s njom 1882. godine doživljava romancu na platonskoj razini. Isto oduševljenje dijelio je i Paul Rée, filozof židovskoga porijekla koji joj je predlagao i brak. Ljubav troje intelektualaca ostaje ipak platonska. Pasionirana je hinduizmom. Slaboga je zdravlja i zbog toga često putuje u Italiju. Lou i Nietzsche provest će mnogo vremena u raspravi o filozofiji. Nietzsche vidi u Lou vrlo talentiranu djevojku, ali koja u isto vrijeme ima i težak karakter. Naposljetku je Elizabeth Nietzsche, sestra filozofa udaljila Lou od svoga brata koji joj je to zamjerio. Nietzsche zbog toga pada u depresiju i piše svoje poznato djelo "Tako je govorio Zaratustra".
Kada je imala 26 godina udala se za orijentologa Friedricha Carla Andreasa 1887. godine, zbog njegove prijetnje da će izvršiti samoubojstvo ako ne pristane na brak. Bez ikakvog interesa za taj brak Lou će ostati u njemu sve do smrti svog muža 1930. i zadržat će i kasnije njegovo prezime. Živi život pan-europskog intelektualnog boema, neprestano putuje i u kontaktu je s najvećim misliocima svoga vremena. Piše i objavljuje.
U svojoj 36. godini sreće Rainera Maria Rilkea, koji je 14 godina mlađi od nje i koji će se također zaljubiti u nju. Odlaze na putovanje u Rusiju 1900. godine. Njihova veza trajat će tri godine, ali dopisivat će se čitavoga života. Ona je ta koja je promijenila njegovo ime od René u Rainer i koja je bila njegova inspiracija.
Godine 1911., upoznala se sa Sigmundom Freudom tijekom nastanka psihoanalize. Bila je prijateljica s Freudovom kćerkom ljubimicom Annom Freud. Održavat će kontakt dopisujući se s njim iz Beča i aktivno će sudjelovati u razradi glavnih koncepata Freudovog učenja.
Lou Andreas-Salomé napisala je brojna književna djela kao što su: “Ruth” (1895.), “Rodinka” (1922); eseje o Nietzcheu, Lavu Tolstoju, Rilkeu, psihoanalizi, feminizmu i dr. Također je autorica autobiografije za koju je željela da bude objavljena poslije njene smrti i čiji je naslov “Moj život” (1951.)
Umire u 76. godini u Njemačkoj u kojoj u to vrijeme dominira nacizam.